# Monts, Oise
Monts är en kommun i departementet Oise i regionen Hauts-de-France i norra Frankrike. Kommunen ligger i kantonen Méru som tillhör arrondissementet Beauvais. År 2022 hade Monts 187 invånare.

## Befolkningsutveckling
Antalet invånare i kommunen Monts
| Referens: INSEE |